# Honorio Delgado

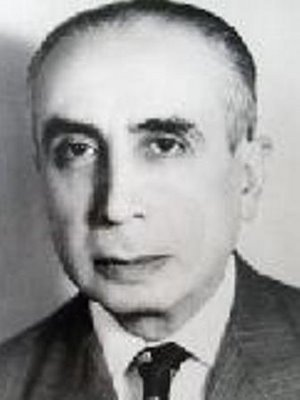
Honorio Delgado

Honorio Delgado Espinoza (* 26. September 1892 in Arequipa; † 28. November 1969 in Lima) war ein peruanischer Naturwissenschaftler, Mediziner, Psychiater, Philosoph, Humanist und Autor. Er war der erste Rektor (1962–1967) der Universidad Peruana Cayetano Heredia in Lima.

## Leben
Honorio wurde in der Stadt Arequipa im Süden Perus geboren. Er siedelte nach seiner Grundausbildung am Gran Padre San Agustín de Arequipa ins rund 1000 Kilometer entfernte Lima um und machte dort seinen Bachillerato-Abschluss. Somit erreichte er die Hochschulzugangsberechtigung und studierte zuerst am Colegio Nacional Nuestra Señora de Guadalupe Naturwissenschaften und ab 1912 auch Medizin an der Facultad de Medicina Humana San Fernando in Lima.
Er schloss sein erstes Studium als Arzt im Januar 1920 ab. Ab 1922 war er Professor für Allgemeine Pathologie. 1923 beendete er ein zweites Studium als Doktor der Naturwissenschaften. Honorio Delgado arbeitete danach an der Fakultät für Medizin als Leiter der Klinischen Propädeutik. Ab 1930 war er lange Jahre Dozent an der Fakultät für Psychiatrie und Vertreter der Fakultät für Medizin an der öffentlichen La Sociedad de Beneficencia Pública de Lima.
In den 60er Jahren gründete Honorio Delgado zusammen mit Alberto Hurtado und weitere Professoren die Union Medical Cayetano Heredia, die zur Gründung der Universidad Peruana Cayetano Heredia führte. Delgado wurde durch Wahl zum ersten Rektor der neuen Universität.
Honorio Delgado verstarb am 28. November 1969 in seinem Haus in Lima.

## Werke
- Génesis y Tratamiento de la Demencia Precoz (1916)
- Psicología y Fisiología, Relaciones entre el Cuerpo y el Alma (1920)
- Sigmund Freud (1926)
- Los Tipos Psicológicos de Jung (1932)
- La Formación Espiritual (1933)
- Lo Esencial en el Tratamiento de la Melancolía (1960)
- De la Cultura y sus Artífices (1961)
- Cerca de los Tiempos Presente, Pasado y Futuro (1968)

Zahlreiche Publikation von Honorio Delgado erschienen neben Spanisch auch in den indigenen Sprachen von Peru wie Quechua und Aymara.

## Auszeichnungen
Honorio Delgado wurde mit verschiedenen Auszeichnungen geehrt:
- Doktor honoris causa der Universität von Salamanca im Jahr 1954.
- Doktor honoris causa der Universität von Bogotá.
- Doktor honoris causa der peruanischen Universität für Medizinische Wissenschaften (1962).
- Offizier des Ordens der Sonne von Peru (1936).
- Hipólito Unanue-Preis, verliehen von der National Academy of Medicine (1943).
- Las Palmas Magisterial Peru.
- Großkreuz des Ordens Hipólito Unanue.
- Großkreuz des Verdienstordens der Bundesrepublik Deutschland.

## Ehrungen
- Miembro titular de la Academia Nacional de Medicina de Lima (1921)
- Académico de Honor de la Academia Nacional de Medicina de Madrid (1934)
- Miembro honorario del Colegio de Abogados de Lima (1937).
- Socio honorario de la Sociedad de Bellas Artes de Lima (1940).
- Individuo de Número de la Academia Peruana Correspondiente de la Real Española de la Lengua (1941).
- Presidente de la Sociedad Peruana de Filosofía (1949–1951)
- Ministro de Educación Pública durante el gobierno de José Luis Bustamante y Rivero (1948).
- Fundador del Colegio Internacional de Neuropsicofarmacología.

## Postum
Die Stadtverwaltung seines Geburtsortes Arequipa errichtete öffentliche Gebäude, welche seinen Namen tragen.
- Instituto Nacional de Salud Mental „Honorio Delgado-Hideyo-Noguchi“, Haupt-Klinik der Psychiatrie in Peru.[3]
- Hospital Regional Honorio Delgado Espinoza, Krankenhaus[4]
- Colegio Honorio Delgado Espinoza, Hochschule[5]